# Lista de ferrovias da Bahia

Mapa das ferrovias baianas atuais.

Malha em azul da operadora Ferrovia Centro-Atlântica.

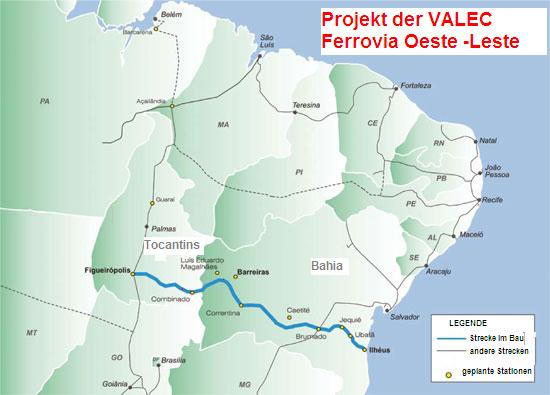
Mapa da Ferrovia Oeste-Leste, em azul.

A lista de ferrovias da Bahia, abaixo, compreende as ferrovias que cortam atualmente o território baiano, bem como as não mais existentes (erradicadas), as em estudo de implementação (futuras) e as em construção.

## Ferrovias atuais e antigas
- Malha centro-leste de controle da Ferrovia Centro-Atlântica (FCA)
  - Ferrovia Salvador-Recife, futura ferrovia a substituir o trecho de operação da FCA,[1] a Linha Norte da FCA que corresponde à EF-101[2]
    - Trecho Salvador–Alagoinhas era apelidada de "Linha Pirulito"[3]
    - Trecho Salvador–Aracaju–Propriá era apelidada de "Linha Estrela do Norte"[3]

  - Linha da Estrada de Ferro da Bahia ao São Francisco, corresponde à Linha Centro da FCA e à EF-430 e parte da EF-116[2]
    - Trecho Alagoinhas–Senhor do Bonfim era apelidada de "Linha Centro"[3]
    - Trecho Salvador–Juazeiro–Petrolina era apelidada de "Linha Trem do Sertão"[3] e "Marta Rocha"[4]

  - Linha da Estrada de Ferro Centro-Oeste da Bahia
  - Linha da Estrada de Ferro Central da Bahia (EFCBH), corresponde à Linha Sul da FCA e à EF-025 e parte da EF-116[2]
    - Ferrovia Belo Horizonte-Salvador, para ser recuperada e modernizada,[5] coincidindo com a EF-116[6]
    - Trecho Salvador–Candeias era apelidada de "Linha Sul"[3]
    - Trecho Senhor do Bonfim–Iaçu era apelidada de "Trem da Grota"[4]

  - Linha da Estrada de Ferro Santo Amaro
- Linha da Estrada de Ferro de Ilhéus, erradicada
- Linha da Estrada de Ferro Bahia e Minas (EFBM), erradicada
- Linha da Estrada de Ferro de Nazaré, erradicada

## Ferrovias do Plano Nacional de Viação
- EF-025 (Brasília–Entroncamento com EF-116–Iaçu–Salvador), ferrovia radial existente[7]
- EF-101 (Natal–Entroncamento com EF-225–Recife–Propriá–São Francisco/Alagoinhas–Salvador), ferrovia longitudinal[8]
- EF-104 (Ilhéus–Teixeira de Freitas–Aracruz/Porto Barra do Riacho), futura ferrovia longitudinal
- EF-116 (Fortaleza–Crato–Salgueiro–Petrolina–Campo Formoso–Iaçu–Entroncamento com EF-025–Monte Azul–Entroncamento com EF-040–Belo Horizonte–Divinópolis–Lavras–Três Corações–Campinas–Itapeva–Garganta de Bom Sucesso–Ponta Grossa–Lages–General Luz–Pelotas–Basílio–Jaguarão/Policinio), ferrovia longitudinal[9]
- EF-334 (Ferrovia Leste-Oeste, FIOL), ferrovia diagonal em construção[10]
- EF-430 (Entroncamento com EF-116–São Francisco/Alagoinhas), ferrovia de ligação[11]
- EF-431 (Camaçari–Araújo Lima), futura ferrovia de ligação[12]
- EF-445 (Campinho–Ubaitaba–Jequié–Entroncamento com EF-025), futura ferrovia de ligação[13]
- EF-s/n (Entroncamento com EF-116–Bom Jesus da Lapa–Correntina–Barreiras–Dianópolis–Porto Nacional–Entroncamento com EF-151), futura ferrovia de ligação
- EF-s/n (Porto do Malhado/Ilhéus–Ubaitaba–Entroncamento com EF-445), futura ferrovia de ligação
- EF-s/n (Ferrovia do Canal do Tráfego, do Polo Petroquímico de Camaçari ao Porto de Aratu), futura ferrovia de ligação[14]

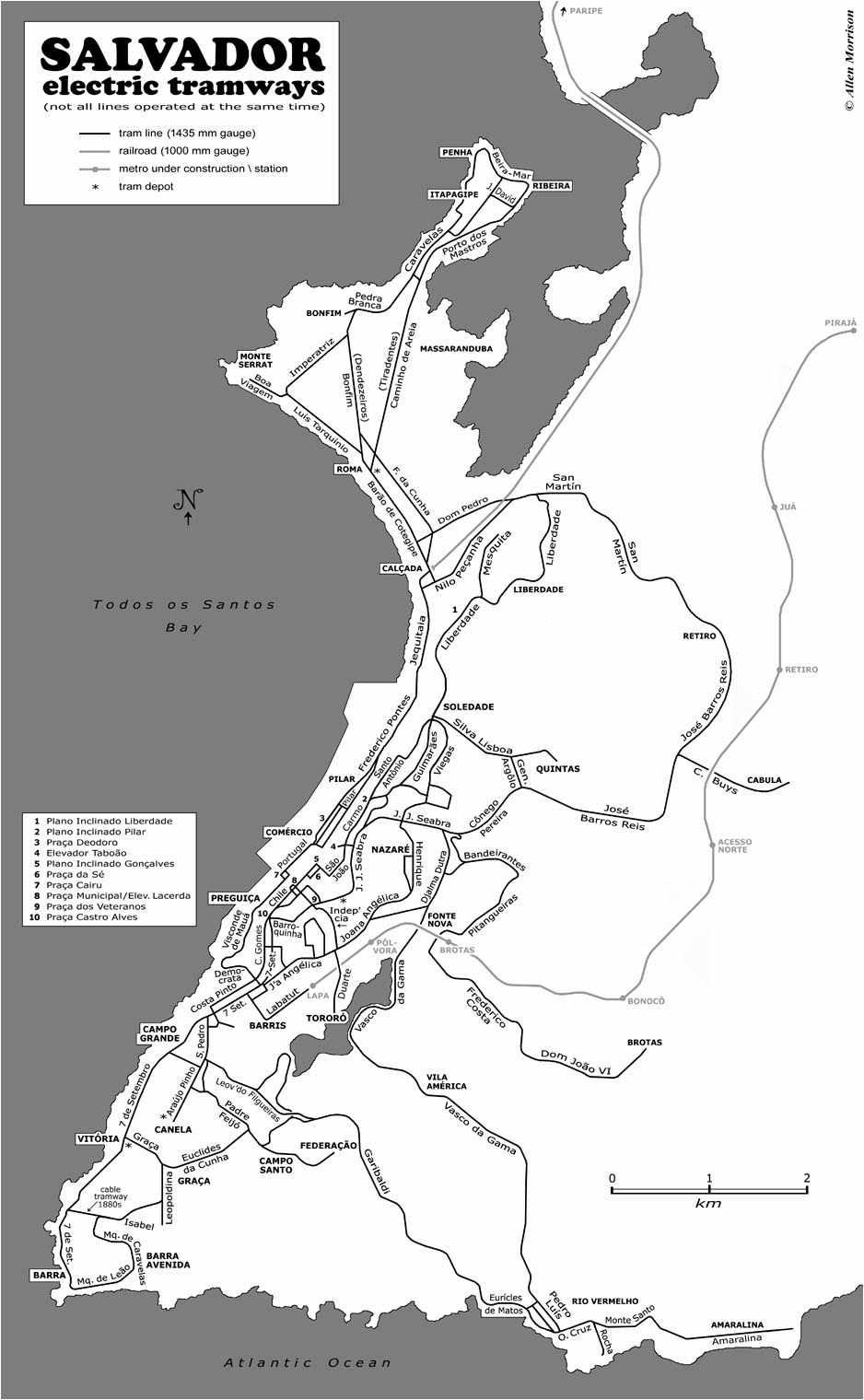
Mapa anacrônico do transporte ferroviário de Salvador.

## Ferrovias de transporte urbano de passageiros
- Sistema Metroviário de Salvador e Lauro de Freitas, em construção
  - Linha 1 do Metrô de Salvador
  - Linha 2 do Metrô de Salvador
- Linha ferroviária urbana de Salvador (Calçada-Paripe)
- Plano Inclinado Gonçalves (PIG)
- Plano Inclinado do Pilar
- Plano Inclinado Liberdade-Calçada (PILC)
- Linhas de bonde de Salvador, erradicadas